# Romeo Kambou
Romeo Kambou (ur. 13 listopada 1980) – burkiński piłkarz grający na pozycji pomocnika.

## Kariera klubowa
Swoją karierę piłkarską Kambou rozpoczął w klubie USFA Wagadugu. W 1996 roku zadebiutował w nim w burkińskiej Superdivision. W 1998 roku wywalczył z nim mistrzostwo Burkina Faso.
W 1998 roku Kambou przeszedł do Baniyas SC ze Zjednoczonych Emiratów Arabskich. W 2002 roku przeszedł do malezyjskiego Sarawak FA. W latach 2002-203 grał w Al-Wakra SC z Kataru, a w latach 2004-2005 - w Al Dhafra Club. Z kolei w latach 2005-2008 ponownie występował w Sarawak FA, w którym zakończył karierę.

## Kariera reprezentacyjna
W reprezentacji Burkiny Faso Kambou zadebiutował w 1997 roku. W 1998 roku został powołany do kadry Burkina Faso na Puchar Narodów Afryki 1998. Na tym turnieju zajął 4. miejsce. Wystąpił na nim w sześciu meczach: z Kamerunem (0:1), z Algierią (2:1), z Gwineą (1:0 i gol), w ćwierćfinale z Tunezją (1:1, k. 8:7 i gol), w półfinale z Egiptem (0:2) i o 3. miejsce z Demokratyczną Republiką Konga (4:4, k. 1:4).